# Turbo Timer
Ein Turbo Timer ist ein Gerät, das einen Verbrennungsmotor nach dem Abstellen für eine definierte Zeit nachlaufen lässt, um den Turbolader durch den fortgesetzten Luftstrom gleichmäßig abzukühlen. Diese Nachlaufsteuerung für den Motor soll damit den Turbolader vor erhöhtem Verschleiß und damit verbundenen Defekten schützen.

## Funktionsweise
Beim Betrieb eines turboaufgeladenen Motors unter Volllast kann der Turbolader Temperaturen von bis zu 900 Grad Celsius erreichen. Ein Turbo-Timer lässt – auch nach dem Abschalten der Zündung – den Motor einige Zeit im Leerlauf zum Abkühlen weiterlaufen und danach stoppen. Das Ansaugen frischer Luft lässt den Verdichter des Turboladers durch die niedrigeren Gastemperaturen des Ansaugtrakts und des Abgassystems sowie des Ölkreislaufs kontrolliert abkühlen, ehe der Motor stoppt. Dabei wird in dieser Zeit auch die Schmierung des Hydrolagers des Laders gewährleistet, sodass ein Verkoken des Lagers durch Verbrennen des Schmieröls vermieden wird.
Beim abrupten Abschalten des Motors nach erfolgter Volllast kann das zur Schmierung der Laderwelle benötige Öl im Turbolader aufgrund des entstehenden Temperaturstaus verkoken. Dies hätte zur Folge, dass das Laderrad sich nicht mehr einwandfrei drehen ließe und der Turbolader seine Funktion nicht mehr erfüllen könnte. Daraus kann eine verminderte Motorleistung resultieren oder der Lader zerstört werden.

## Verwendung
Bei Turboladern in modernen Automobilen ist der Einsatz eines Turbo-Timers nicht nötig und auch unüblich. Es sollte allerdings gewährleistet werden, dass der Motor in den Minuten vor dem Abstellen des Fahrzeugs keinen Volllastsituationen ausgesetzt wird. Entsprechende Hinweise befinden sich in den meisten Bedienungsanleitungen der Fahrzeughersteller.
Im Tuningbereich bzw. bei nachträglich leistungssteigernd aufgeladenen Motoren ist die Verwendung von Turbo-Timern teilweise auch heute noch üblich.
In Deutschland ist es nach § 30 Abs. 1 StVO verboten, den Motor eines Kraftfahrzeugs im Stand unnötig laufen zu lassen. Dies gilt sowohl für das Warmlaufen als auch für das Abkühlen.